# Saint-Thibéry

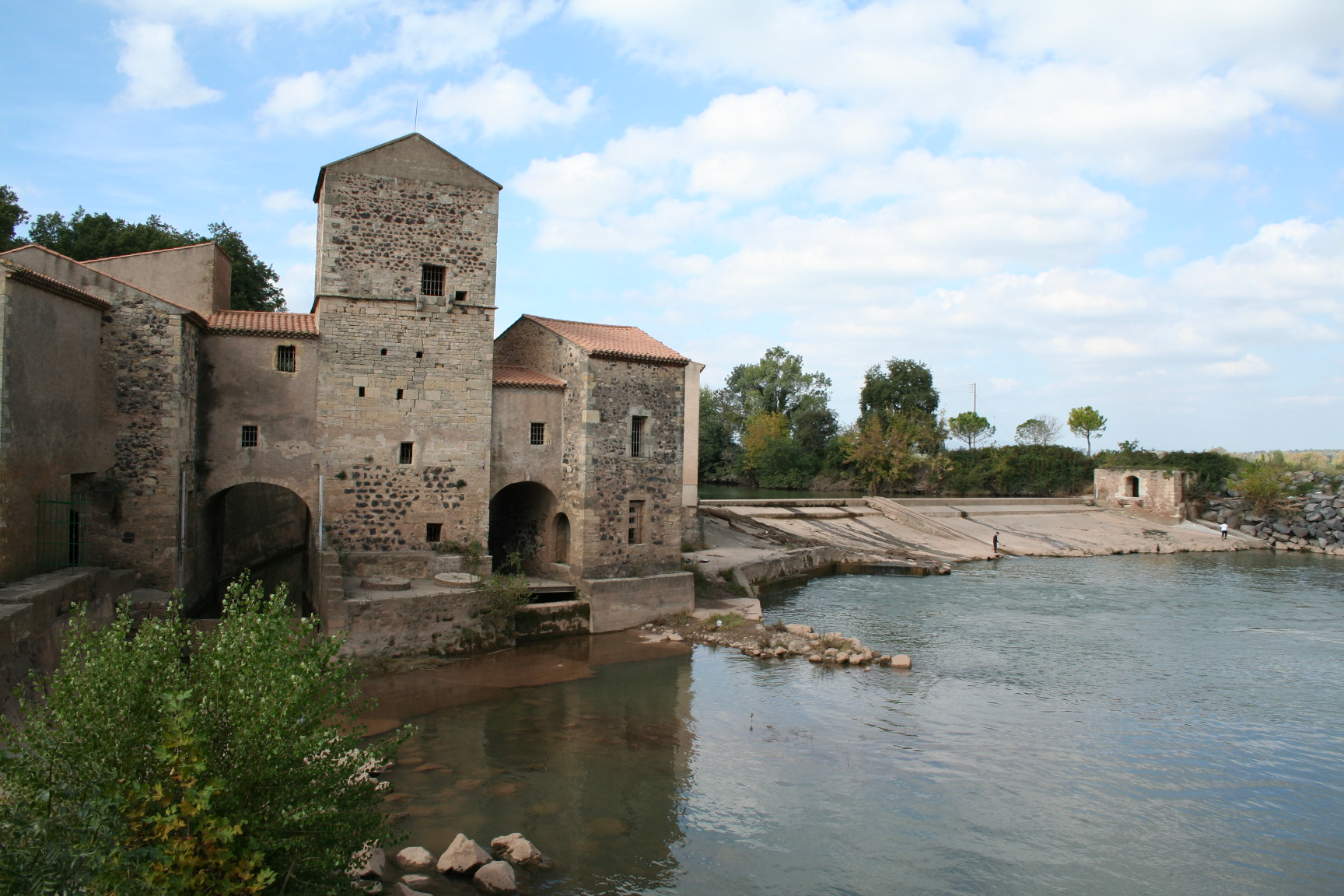
Młyn w Saint-Thibéry, 2006

Saint-Thibéry – miejscowość i gmina we Francji, w regionie Oksytania, w departamencie Hérault.
Według danych na rok 1990 gminę zamieszkiwało 2076 osób, a gęstość zaludnienia wynosiła 112 osób/km² (wśród 1545 gmin Langwedocji-Roussillon Saint-Thibéry plasuje się na 186. miejscu pod względem liczby ludności, natomiast pod względem powierzchni na miejscu 416.).

## Populacja

Populacja Saint-Thibéry w latach 1962-2008